# Daniel Dardha
Daniel Dardha (Antwerpen, 1 oktober 2005) is een Belgisch schaker van Albanese afkomst. Hij werd in 2019 in Roux op 13-jarige leeftijd schaakkampioen van België. In 2021 werd hij, op 15-jarige leeftijd, schaakgrootmeester.
In mei 2024 behaalde hij de Top-100 van de wereld voor het eerst op de 86ste plaats. Op 23 februari 2025 bereikte hij de 52ste plaats van de wereld, het hoogst tot nu toe.

## Biografie

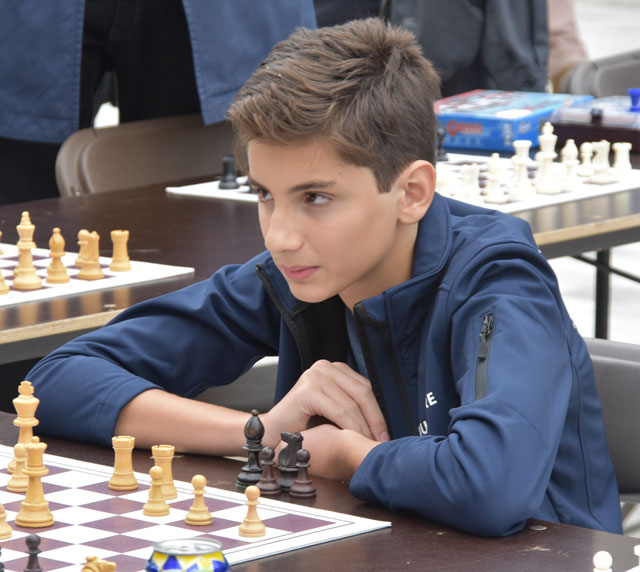
Dardha in 2020

Dardha werd geboren in Antwerpen. Hij liep school in het Xaveriuscollege te Borgerhout en volgde er Wetenschappen-Wiskunde. Zijn familie kwam in 1997 vanuit het Albanese Berat naar België. Zijn vader en grootvader zijn ook allebei begenadigde schakers. Dardha schaakte al op jonge leeftijd, en was eerder wereldkampioen snelschaken onder de 14 jaar (U14) en jeugdkampioen van Vlaanderen. In augustus 2019 werd hij schaakkampioen van België en is daarmee de jongste ooit die deze titel behaalde in België en in Europa. Op 15-jarige leeftijd begon hij met thuisonderwijs om zich meer te kunnen focussen op zijn opleiding tot professioneel schaker. In september 2021 behaalde Dardha de titel van grootmeester.

## Palmares

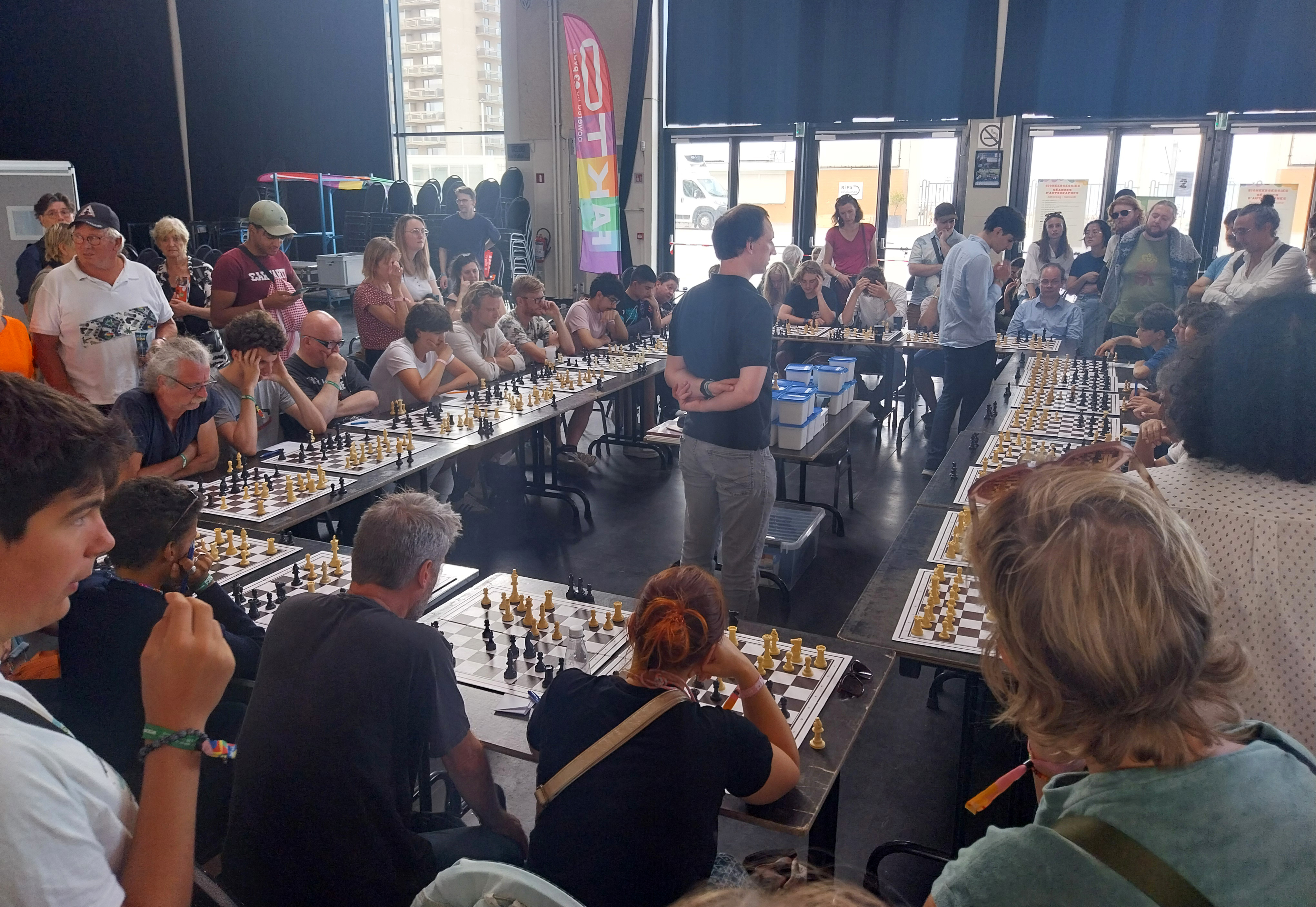
Dardha in een simultaanspel op ManiFiesta 2024.

- 2017 - Europees kampioen rapidschaak U12
- 2017 - Wereldkampioen snelschaak U14
- 2017 - 3de plaats WK rapidschaak U14
- 2019 - Belgisch schaakkampioen (volwassenen)
- 2019 - Jongste Belgisch en Europees schaakkampioen[7]
- 2019 - verwerft titel van Internationaal Meester op de leeftijd van 13 jaar en 266 dagen
- 2021 - verwerft titel van Grootmeester
- 2021 - Belgisch schaakkampioen
- 2022 - Belgisch schaakkampioen
- 2023 - 3de plaats Europees kampioenschap
- 2024 - Gedeelde 2e plaats in de Challengers-groep van het Tata Steel-toernooi 2024 (zonder een verliespartij)
- 2024 - Winnaar  Djerba Masters
- 2024 - 1ste plaats Sardinia World Chess Festival - Open A[8]
- 2024 - Belgisch schaakkampioen
- 2024 - Europees vice-kampioen
- 2025 - Winnaar Djerba blitz
- 2025 - Wereldrecord kloksimultaan[9]